# Pellorneum fuscocapillus
Pellorneum fuscocapillus е вид птица от семейство Pellorneidae.

## Разпространение
Видът е разпространен в Индия и Шри Ланка.